# Circoscrizione elettorale Puglie (Regno d'Italia)
La circoscrizione elettorale Puglie è stata una circoscrizione elettorale di lista del Regno d'Italia per l'elezione della Camera dei deputati.

## Storia
La circoscrizione fu creata con l'istituzione del collegio unico nazionale tramite regio decreto del 13 dicembre 1923, n. 2694.
Sulla base del censimento della popolazione del 1921, alla circoscrizione vennero assegnati 32 deputati (21 per la lista prevalente e 11 per le liste di minoranza) rispetto ai 28 stabiliti per le corrispondenti province fino alle elezioni del 1921.
La circoscrizione fu abolita con legge 15 febbraio 1925, n. 122.
| Legislature     | VIII | IX   | X    | XI   | XII  | XIII | XIV  | XV   | XVI  | XVII | XVIII | XIX  | XX   | XXI  | XXII | XXIII | XXIV | XXV  | XXVI | XXVII | XXVIII | XXIX | XXX  |
| --------------- | ---- | ---- | ---- | ---- | ---- | ---- | ---- | ---- | ---- | ---- | ----- | ---- | ---- | ---- | ---- | ----- | ---- | ---- | ---- | ----- | ------ | ---- | ---- |
| Elezioni        | 1861 | 1865 | 1867 | 1870 | 1874 | 1876 | 1880 | 1882 | 1886 | 1890 | 1892  | 1895 | 1897 | 1900 | 1904 | 1909  | 1913 | 1919 | 1921 | 1924  | 1929   | 1934 | 1939 |
| Deputati eletti |      |      |      |      |      |      |      |      |      |      |       |      |      |      |      |       |      |      |      | 32    |        |      |      |
|                 |      |      |      |      |      |      |      |      |      |      |       |      |      |      |      |       |      |      |      |       |        |      |      |
| Totale eletti   | 443  | 493  | 493  | 508  | 508  | 508  | 508  | 508  | 508  | 508  | 508   | 508  | 508  | 508  | 508  | 508   | 508  | 508  | 535  | 535   | 400    | 400  |      |
| Numero collegi  | 443  | 493  | 493  | 508  | 508  | 508  | 508  | 135  | 135  | 135  | 508   | 508  | 508  | 508  | 508  | 508   | 508  | 54   | 40   | 15    | 1      | 1    |      |

## Territorio
Comprendeva le province di Bari, Foggia e Lecce e aveva come capoluogo Bari.

## Dati elettorali
| Partito                            | Partito                            | Risultati 6 aprile 1924 | Risultati 6 aprile 1924 | Risultati 6 aprile 1924 | Seggi | Seggi |
| Partito                            | Partito                            | Voti                    | %                       | ±                       | Num   | ±     |
| ---------------------------------- | ---------------------------------- | ----------------------- | ----------------------- | ----------------------- | ----- | ----- |
|                                    | Nazionale                          | 286 612                 | 54,45                   | n.d.                    | 21    | n.d.  |
|                                    | Lista nazionale bis                | 153 844                 | 29,22                   | n.d.                    | 6     | n.d.  |
|                                    | Liberale                           | 58 819                  | 11,17                   | n.d.                    | 3     | n.d.  |
|                                    | Comunista                          | 8 847                   | 1,68                    | n.d.                    | 1     | n.d.  |
|                                    | Liberale                           | 4 918                   | 0,93                    | n.d.                    | 1     | n.d.  |
|                                    | Socialista massimalista            | 4 314                   | 0,82                    | n.d.                    | 0     | n.d.  |
|                                    | Popolare                           | 3 566                   | 0,68                    | n.d.                    | 0     | n.d.  |
|                                    | Repubblicano                       | 3 486                   | 0,66                    | n.d.                    | 0     | n.d.  |
|                                    | Socialista unitario                | 2 010                   | 0,38                    | n.d.                    | 0     | n.d.  |
|                                    |                                    |                         |                         |                         |       |       |
| Iscritti                           | Iscritti                           | 662 011                 | 100,00                  |                         |       |       |
| ↳ Votanti (% su iscritti)          | ↳ Votanti (% su iscritti)          | 533 384                 | 80,57                   | n.d.                    |       |       |
| ↳ Voti validi (% su votanti)       | ↳ Voti validi (% su votanti)       | 526 416                 | 98,69                   |                         |       |       |
| ↳ Schede non valide (% su votanti) | ↳ Schede non valide (% su votanti) | 6 968                   | 1,31                    |                         |       |       |
| ↳ Astenuti (% su iscritti)         | ↳ Astenuti (% su iscritti)         | 128 627                 | 19,43                   |                         |       |       |

| Eletti | Eletti                    |  | Eletti                   | Eletti |
| ------ | ------------------------- |  | ------------------------ | ------ |
|        | Vincenzo Bavaro           |  | Vincenzo Ricchioni       |        |
|        | Ugo Bono                  |  | Antonio Salandra         |        |
|        | Giuseppe Caradonna        |  | Achille Starace          |        |
|        | Augusto Cerri             |  | Filippo Ungaro           |        |
|        | Alfredo Codacci Pisanelli |  | Francesco Zaccaria Pesce |        |
|        | Leonida Colucci           |  | Carlo Schirone           |        |
|        | Attilio De Cicco          |  | Alessandro Guaccero      |        |
|        | Araldo di Crollalanza     |  | Consalvo Ceci            |        |
|        | Guido Franco              |  | Gabriele Canelli         |        |
|        | Mario Limongelli          |  | Tommaso Ventrella        |        |
|        | Leonardo Mandragora       |  | Mario Racheli            |        |
|        | Eugenio Maury di Morancez |  | Francesco Manfredi       |        |
|        | Sergio Panunzio           |  | Donato Mongiò            |        |
|        | Ludovico Pellizzari       |  | Gianfranco Tosi          |        |
|        | Gaetano Postiglione       |  | Carmine Giorgio          |        |
|        | Gaetano Re David (1887)   |  | Nicola De Grecis         |        |

L'elezione di Carmine Giorgio fu annullata per ineleggibilità e risultò eletto il deputato Ruggiero Grieco (primo dei non eletti nella stessa lista).